# 西本地町
西本地町（にしほんじちょう）は、愛知県瀬戸市本地連区の町名。現行行政地名は西本地町1丁目と2丁目。

## 地理
- 瀬戸市の南西端に位置する[8]。西を小坂町・尾張旭市井田町、北を尾張旭市瀬戸川町・狩宿新町・瀬戸市西原町、東を高根町・東本地町、南を駒前町・坊金町・坂上町と隣接している[8]。
- 河川沿いには大手生コンクリート・窯業原料工場が立地し、中央を走る国道沿線は各種飲食店・自動車関連営業所が集中する[8]。
- 山手では養鶏・放牛・温室園芸が行われる[8]。

### 河川
- 矢田川（山口川）[8][注釈 2] ： 町の北端、高根町・西原町・尾張旭市との町境を西流している。
- 本地川（矢田川支流） ： 町の南端、坂上町・小坂町との町境を西流し、町の西端で矢田川に注ぎ込んでいる。

- 矢田川（西本地町・高根町境）
- 矢田川（西本地町・西原町境）
- 本地川（西本地町・坂上町境）
- 本地川（西本地町・小坂町境）
- 矢田川と本地川の合流点

### 学区
市立小・中学校に通う場合、学区は以下の通りとなる。また、公立高等学校普通科に通う場合の学区は以下の通りとなる。
| 町丁・丁目    | 番・番地等 | 小学校               | 中学校             | 高等学校 |
| ------------- | ---------- | -------------------- | ------------------ | -------- |
| 西本地町1丁目 | 全域       | 瀬戸市立幡山西小学校 | 瀬戸市立幡山中学校 | 尾張学区 |
| 西本地町2丁目 | 全域       | 瀬戸市立幡山西小学校 | 瀬戸市立幡山中学校 | 尾張学区 |

## 歴史

### 町名の由来
山口川（矢田川）沿いに6世紀初めに築かれた古墳があり、「誉牟治別命（）」が祀られていると伝えられている。この命の名前が訛って「本地」となったと言われる。

### 沿革
- 1974年（昭和49年）11月2日 - 瀬戸市大字本地字小川・西川原・中切の各全域と、字前田・南浦・新田の各一部[注釈 3]により、同市西本地町1・2丁目として成立[2]。

## 世帯数と人口
2024年（令和6年）2月1日現在の世帯数と人口は以下の通りである。
| 町丁・丁目    | 世帯数  | 人口  |
| ------------- | ------- | ----- |
| 西本地町1丁目 | 130世帯 | 263人 |
| 西本地町2丁目 | 58世帯  | 124人 |
| 計            | 188世帯 | 387人 |

### 人口の変遷
国勢調査による人口の推移
| 1995年（平成7年）  | 412人 | [ 12 ] |  |
| 2000年（平成12年） | 369人 | [ 13 ] |  |
| 2005年（平成17年） | 426人 | [ 14 ] |  |
| 2010年（平成22年） | 383人 | [ 15 ] |  |
| 2015年（平成27年） | 383人 | [ 16 ] |  |
| 2020年（令和2年）  | 375人 | [ 17 ] |  |

### 世帯数の変遷
国勢調査による世帯数の推移。
| 1995年（平成7年）  | 130世帯 | [ 12 ] |  |
| 2000年（平成12年） | 131世帯 | [ 13 ] |  |
| 2005年（平成17年） | 149世帯 | [ 14 ] |  |
| 2010年（平成22年） | 141世帯 | [ 15 ] |  |
| 2015年（平成27年） | 157世帯 | [ 16 ] |  |
| 2020年（令和2年）  | 161世帯 | [ 17 ] |  |

## 交通

### 鉄道
町内に鉄道は走っていない。最寄り駅は、名鉄瀬戸線三郷駅、または愛知環状鉄道・愛知環状鉄道線瀬戸口駅になる。

### バス
名鉄バス「本地ヶ原線」
- 【35】名鉄バスセンター - 引山 - 四軒家 - 本地ヶ原 - 菱野団地 系統
- 【36】名鉄バスセンター - 引山 - 四軒家 - 本地ヶ原 - 瀬戸駅前 系統
- 【50】【51】【52】藤が丘 - 愛知医科大学病院 - 本地ヶ原 - 瀬戸駅前 系統

以上、5系統共通 ： 本地バス停
瀬戸市コミュニティバス「本地線」
- 陶生病院 - 瀬戸口駅 - 愛知医大 系統 ： 本地会館バス停（陶生病院方面乗り場）・西本地バス停・バロー瀬戸西店バス停

尾張旭市営バスあさぴー号「東ルート」
- 市役所 - 尾張旭駅 - 森林公園 - 愛知医大 - 市役所 系統 ： 西本地橋バロー前バス停[注釈 4]

- 本地バス停
- 本地会館バス停
- 西本地バス停
- バロー瀬戸西店バス停
- 西本地橋バロー前バス停

### 道路
- 国道363号[8] ： 町の中央部を東西に貫くように通っている。
- 愛知県道75号春日井長久手線 ： 町の西部を南北に通っている。途中、国道363号と重複している[注釈 5]。

- 国道363号標識

## 施設
- アートチャイルドケア瀬戸幡山西保育園[8] ： 1949年（昭和29年）に愛知郡幡山村立幡山西保育園として開設し、1950年（昭和50年）に瀬戸市立幡山西保育園に改称[18]。1973年（昭和48年）に現在地へ移転[18]。2016年（平成28年）より、アート引越センター株式会社の保育園事業「アートチャイルドケア」の運営となり、現名称に改称[19]。2022年（令和4年）5月1日現在の園児数は115人、職員数は13人[20]。
- 八幡社[8] ： 本地八幡社といわれる[21]。宇佐八幡宮の御分社であるとされ、創建は1185年（文治元年）、1748年（寛延元年）に洪水により現在地へ社殿を移設したと伝えられている[21]。1631年（寛永8年）銘の常夜灯がある[8]。
- 本地城址（史跡） ： 「松原平内公本地城跡」の碑が建っている[22]。「尾張誌」によると、城構えは東西三十五間、南北二十四間、東・北二方に堀の址、城主は松原平内だった[22]。
- 本地大塚古墳（史跡）[8] ： 前方後円墳[23]。本地村の村名の起こりとなった応神天皇の皇子誉津別命（）の陵であるといわれている[23]。

- アートチャイルドケア瀬戸幡山西保育園
- 八幡社
- 本地城址
- 本地大塚古墳

## その他

### 日本郵便
- 郵便番号 ： 489-0971[6]（集配局：瀬戸郵便局[24]）。